# Nijni Taguil
Nijni Taguil - Нижний Тагил (rus) - és una ciutat de Rússia, a l'óblast de Sverdlovsk. Està molt a prop de la frontera virtual entre Europa i Àsia. Té un aeroport (Salka) que fins a 1994 era només una base militar.
La ciutat va ser construïda sobre un volcà extint que és el seu símbol. Es troben 63 elements químics al voltant de la ciutat.

## Història
La seva història comença amb l'obertura de la mina de ferro el 1696. La ciutat es va fundar legalment el 1722 va ser un dels primers centres industrials de Rússia i produïa acer.
S'hi va construir la primera locomotora de Rússia el 1833 per part dels enginyers Ye.A. i M.Ye. Cherepanov (Черепанов). Segons una font el coure de la pell de l'Estàtua de la Llibertat de Nova York va ser extret i refinat a aquesta ciutat.

## Ciutats agermanades
- Kriví Rih, Ucraïna
- Cheb, Txèquia
- Novokuznetsk, Rússia
- Brest, Belarús
- Chattanooga, Estats Units
- Františkovy Lázně, Txèquia
- Mariánské Lázně, Txèquia

## Galeria de fotos

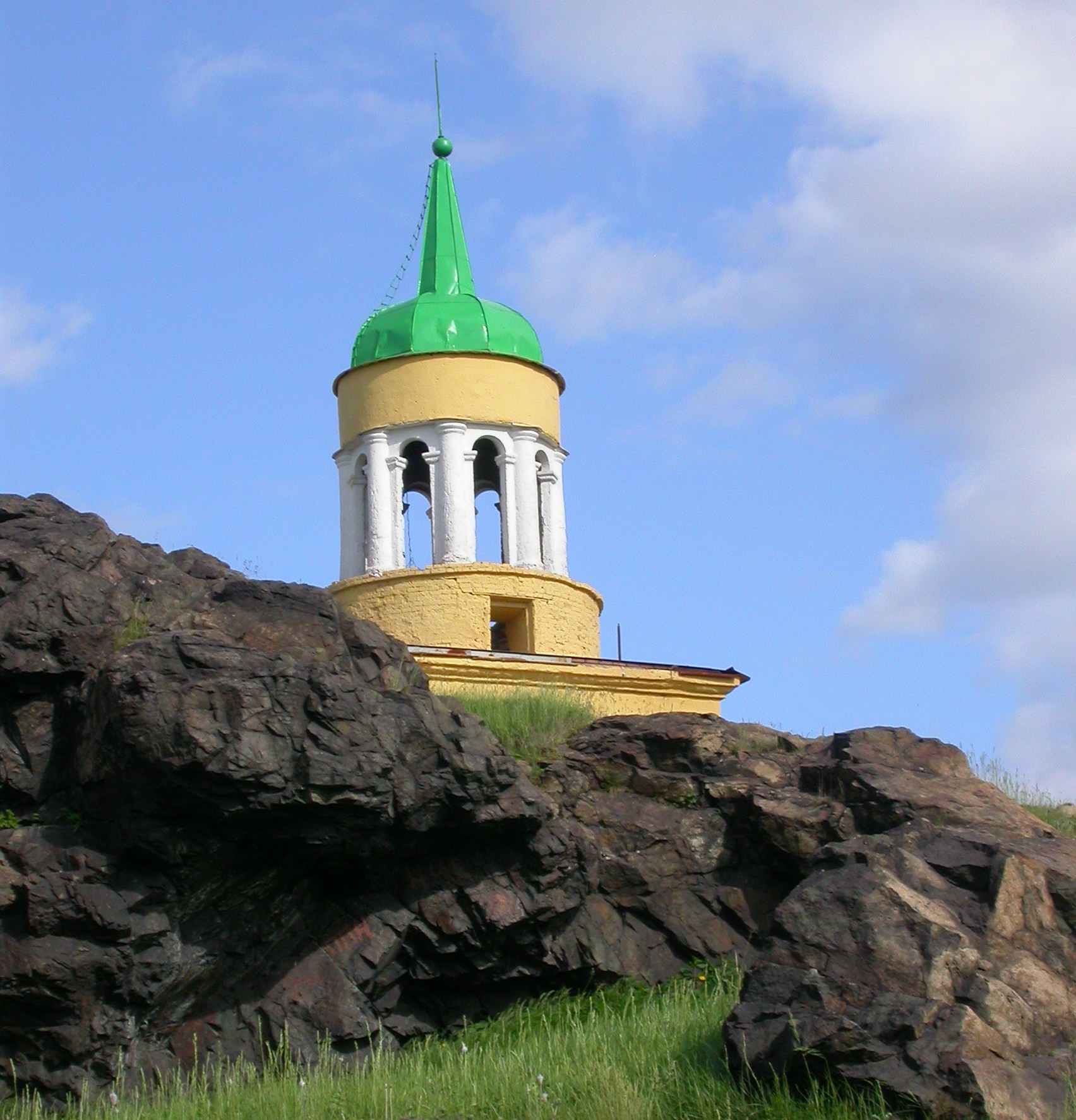
Talaia símbol de Nijni Taguil
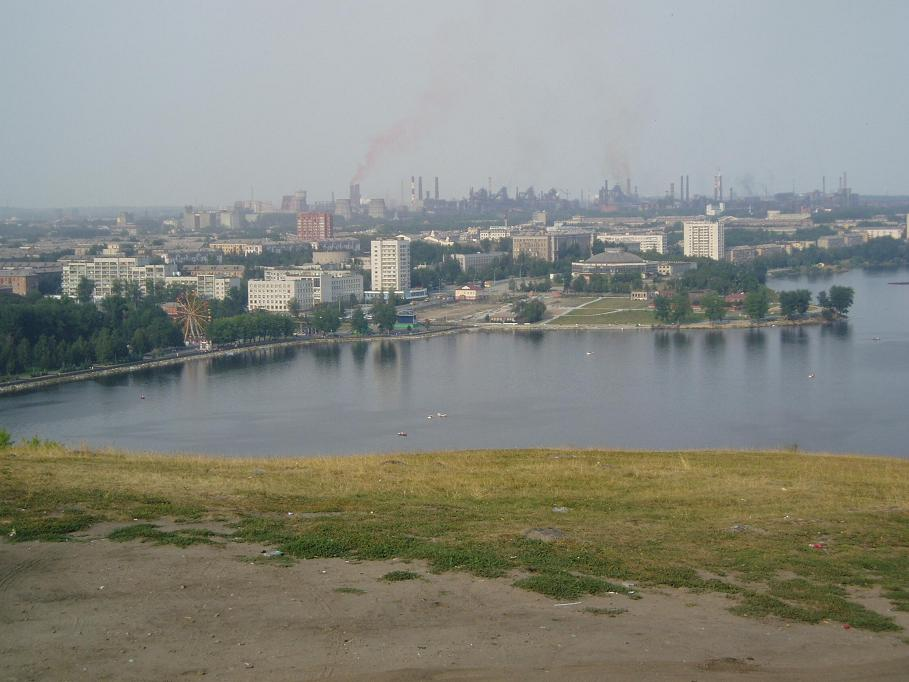
Vista
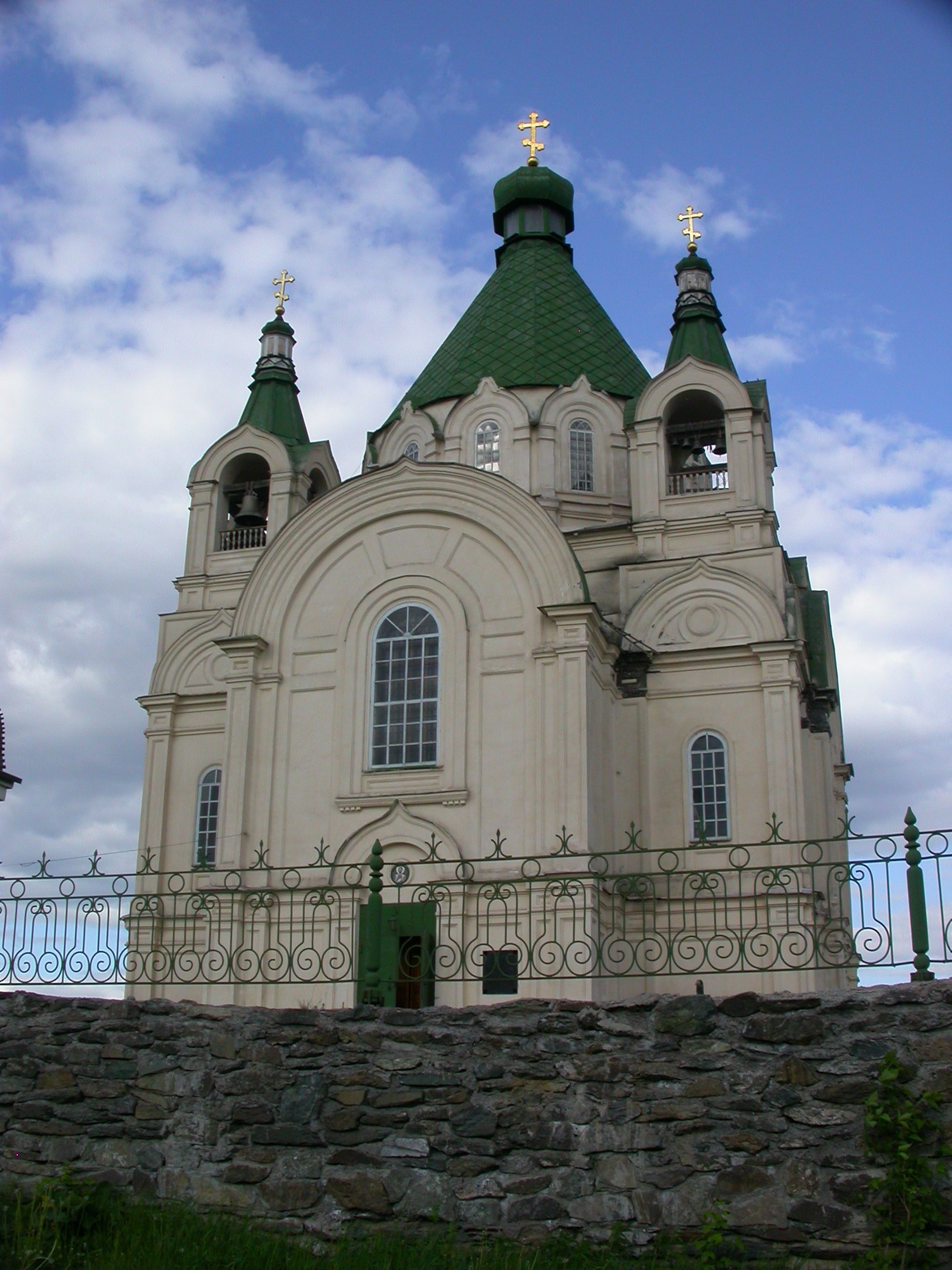
Catedral d'Alexandre Nevski
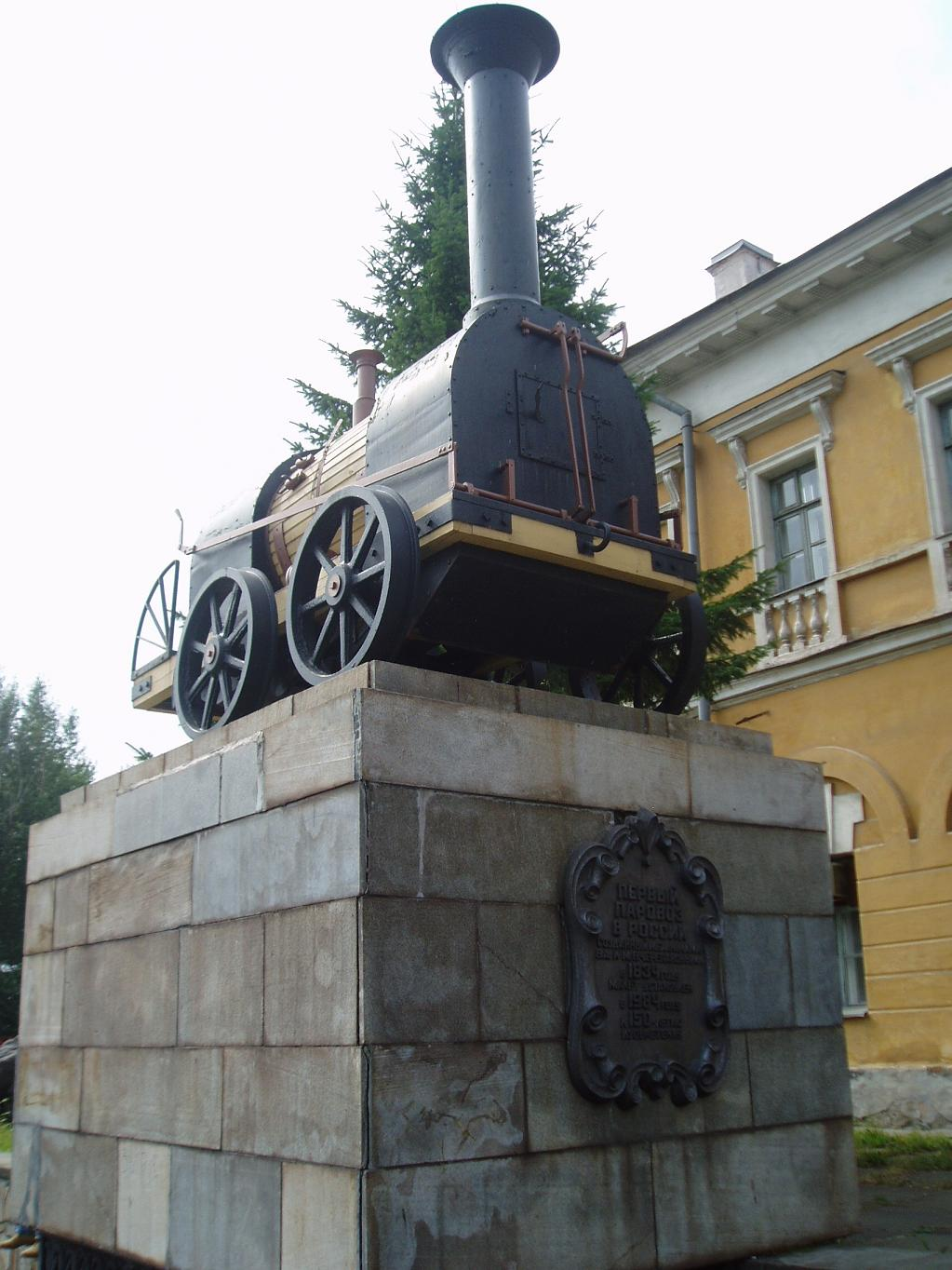
Primera locomotora russa
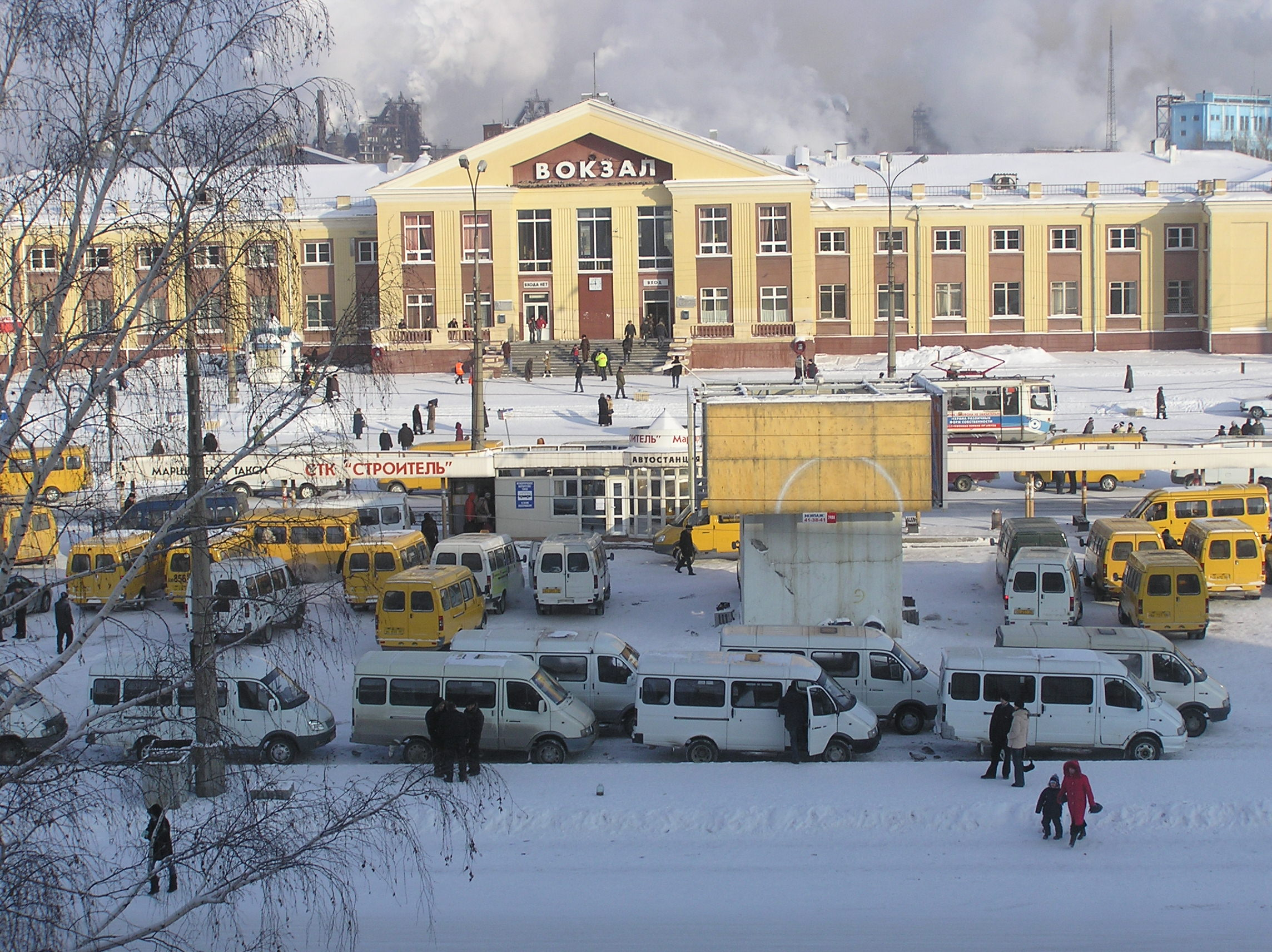
Estació de tren
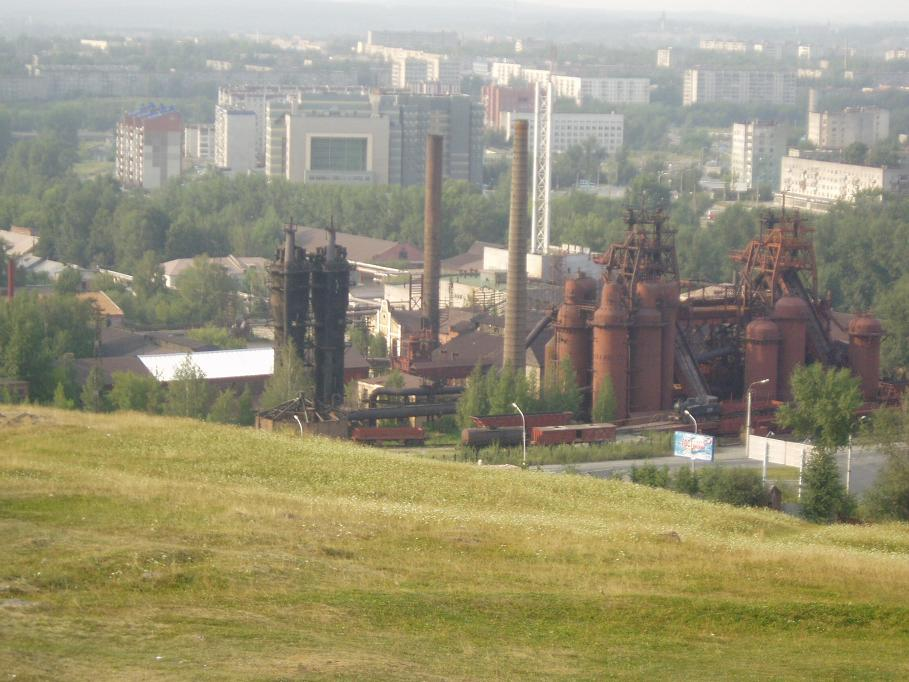
Indústria